# Месершмит Bf 108
Месершмит Bf 108 B-1 Тајфун је немачки туристичко школски једномоторни, јенокрилни, нискокрилни, авион потпуно металне конструкције, који је служио за преобуку пилота за ловце Ме 109 у време непосредно пре, за време и после Другог светског рата.

## Пројектовање и развој
Пројектантски тим овог авиона је био следећи: на челу тима је био Вили Месершмит са инжењерима Робертом Лусером, Рихардом Бауером и Хубертом Бауером. Пројект се интерно звао БФВ М37 (BFW означава Bayerische Flugzeugwerke, М за Вили Месершмит, 37 је редни број ознаке типа). Већ у априлу 1934. године, завршено је пројектовање и почела израда прве летелице. Све је завршено у рекордном року до 13. јуна, 1934. а као резултат, добијен је технолошки софистицирани авион. Техничка и технолошка решења примењена на овом авиону користила су се касније широм света како код путничких авиона тако и код ловаца највише класе.

## Технички опис
Авион Месершмит Bf 108 B-1 Таифун је једнокрили, нискокрилни, четвороседи једномоторни авион потпуно металне конструкције. Труп му је елиптичног попречног пресека, а на месту где се налази кабина, пресек је готово правоугаони.
Авион је најчешће био опремљен ваздухом хлађеним линијским осмоцилиндричним мотором обрнутог V распореда (цилиндри су окренути надоле), Argus 10C снаге 240 KS или Argus 10E снаге 270 KS. Носећа структура трупа авиона је била монокок направљена од дуралуминијума. У трупу се налазила кабина са четири седишта постављена једно поред другог у два реда. Авион је имао дупле команде, а јединствену инструмент таблу су користила оба пилота. Крила су била металне конструкције, трапезастог облика обложена дуралуминијумским лимом. Авион је имао класичан увлачећи стајни трап са два точка опремљена гумама ниског притиска (балон гуме) напред и клавирски гумени точак на репу авиона као трећу ослону тачку авиона, који се у току лета није увлачио у труп авиона.

### Варијанте авиона Месершмит Bf 108
Авион Bf 108 је прављен у неколико варијанти:
- M 37/Bf 108A - Почетна верзија пројектована 1934.
- Bf 108B - побољшана верзија авиона Bf 108A, грађена од краја 1935.
- Bf 108C - прототипска верзија брзог авиона, са мотором Hirth HM 512 снаге 400 KS.
- Me 208 - побољшана и проширена верзија са увлачећим трицикл стајним трапом.
- Nord 1000 Pingouin (Bf 108) - се производио током и после рата у SNCAN Француској.

## Земље које су користиле Месершмит Bf 108
| - Италија - Аустрија - Краљевина Румунија - Француска - Бразил - Краљевина Бугарска - Чиле - Јапанско царство - Швајцарска - Шпанија - Чехословачка | - Краљевина Мађарска - Норвешка - СССР - Краљевина Југославија - Сједињене Америчке Државе - Нацистичка Немачка - Независна Држава Хрватска - Уједињено Краљевство - Кина - Манџукуо |

## Оперативно коришћење
Произведено је укупно 1182 примерака авиона Месершмит Bf 108. Производња је почела 1934. године и фирми Bayerische Flugzeugwerke (BFW). Производња авиона Месершмит Bf 108 је пребачена у Француску SNCAN (Société nationale de constructions aéronautiques du Nord) 1942. године. У овој фабрици је настављена производња ових авиона и његових модификација и после рата све до 1971. године. ВВКЈ је до краја 1939 купило 12 авиона Bf 108 B-1, а Југословенски Краљевски Аероклуб 1938. године је купило један овај авион.